# Xultún
Xultún es un yacimiento arqueológico del periodo clásico maya. Fue una ciudad populosa. El yacimiento está localizado 40 km al noreste de Tikal y a 8 km al sur del pequeño yacimiento preclásico de San Bartolo en el norte de Guatemala. Contiene una pirámide de 35 metros de alto, dos juegos de pelota, 24 estelas (la última de las cuales, la estela 10, fechada en 899), varias plazas, y cinco aguadas (embalses). El yacimiento incluye un reciente e importante descubrimiento: un mural con el más antiguo calendario maya conocido. Entre otros descubrimientos, ha deslegitimizado la leyenda del fin del mundo maya en el año 2012; la que se basaba en que el calendario maya tenía trece ciclos o baktunes, y el último finalizaba en el 2012. Con este mural se ha descubierto que el calendario realmente contenía diecisiete ciclos, con lo cual quedan aún miles de años para el fin del calendario.
Otros yacimientos cercanos son Chaj K’e’k Cué, yacimiento que se cree era el área residencial de la elite de Xultún, en el que se encuentra un palacio de cinco metros de altura; la Isla Oasis, y Las Minas. En estos últimos hay grandes canteras de piedra caliza.
Xultún no se ha investigado arqueológicamente por completo.